# Conicosia elongata
Conicosia elongata är en isörtsväxtart som först beskrevs av Adrian Hardy Haworth, och fick sitt nu gällande namn av Schwant.. Conicosia elongata ingår i släktet Conicosia, och familjen isörtsväxter. Inga underarter finns listade i Catalogue of Life.